# Friederike Heinzel
Friederike Heinzel (* 4. April 1962 in Saarbrücken) ist eine deutsche Erziehungswissenschaftlerin.

## Leben
Friederike Heinzel wuchs in Rohrbach auf und legte ihr Abitur 1981 am Albertus-Magnus-Gymnasium in St. Ingbert ab. Von 1981 bis 1990 studierte sie Erziehungswissenschaften, Germanistik, Politikwissenschaft und Geschichte an der Philipps-Universität Marburg. 1995 erfolgte die Promotion am Fachbereich Erziehungswissenschaften der Philipps-Universität Marburg. Von 1995 bis 2002 arbeitete sie als wissenschaftliche Mitarbeiterin und wissenschaftliche Assistentin am Fachbereich Erziehungswissenschaft der Martin-Luther-Universität Halle-Wittenberg. Hier habilitierte sie sich 2001 bei  Annedore Prengel. Seit 2003 war sie Professorin (C4) für Erziehungswissenschaft mit dem Schwerpunkt Grundschulpädagogik an der Universität Kassel. Nach Bleibeverhandlungen auf Grund eines Berufungsangebots der Universität Dresden wurde Heinzel ab 2012 W3-Professorin an der Universität Kassel, weiterhin im Bereich Erziehungswissenschaft mit dem Schwerpunkt Grundschulpädagogik.

## Arbeits- und Forschungsschwerpunkte
Die Schwerpunkte in der Lehr- und Forschungstätigkeit Friederike Heinzels sind unter anderem: Interaktionen im Grundschulunterricht, Kreisgespräche in der Grundschule, Umgang mit Heterogenität, Verbindung von Kindheits- und Grundschulforschung, Qualitative Forschungsmethoden in der Kindheitsforschung, Evaluation von Schulentwicklungsprozessen und Fallarbeit in der Lehrerbildung. Seit 2005 wird von ihr das Online-Fallarchiv Schulpädagogik an der Universität Kassel betrieben. Friederike Heinzel ist Mitherausgeberin der Zeitschrift für Grundschulforschung sowie des Handbuchs Grundschulpädagogik und Grundschuldidaktik und gehört zum Redaktionsteam der Reckahner Reflexionen zur Ethik pädagogischer Beziehungen, die zehn Leitlinien über gute Beziehungen in pädagogischen Settings enthalten.

## Schriften (Auswahl)
- F. Heinzel: Der Morgenkreis – Klassenöffentlicher Unterricht zwischen schulischen und peerkulturellen Herausforderungen. (= Pädagogische Fallanthologie. Band 13). Verlag Barbara Budrich, Berlin/Farmington Hills 2016.
- F. Heinzel (Hrsg.): Methoden der Kindheitsforschung. Ein Überblick über Forschungszugänge zur kindlichen Perspektive. 2. Auflage. Juventa, Weinheim 2012.
- F. Heinzel, W. Thole, P. Cloos, S. Köngeter (Hrsg.): „Auf unsicherem Terrain“. Ethnographische Forschung im Kontext des Bildungs- und Sozialwesens. VS-Verlag, Wiesbaden 2010.
- F. Heinzel, A. Garlichs, S. Pietsch (Hrsg.): Lernbegleitung und Patenschaften. Reflexive Fallarbeit in der universitären Lehrerausbildung. Klinkhardt, Bad Heilbrunn 2007.
- F. Heinzel, U. Geiling (Hrsg.): Demokratische Perspektiven in der Pädagogik. VS-Verlag, Wiesbaden 2004.
- F. Heinzel: Die Inszenierung der Besonderheit. Zur politischen Sozialisation von Frauen in Gewerkschaftspositionen. Kleine, Bielefeld 1996.